# Nuba (Hébron)
Nuba, en arabe : نوبا,  est un village du gouvernorat de Hébron en Palestine, situé à 11 km au nord-ouest de Hébron, au sud-ouest de la Cisjordanie.
Selon le recensement du bureau central palestinien des statistiques, la localité compte une population de 5 631 habitants en 2017.